# Вандемер (Північна Кароліна)
Вандемер (англ. Vandemere) — місто (англ. town) в США, в окрузі Памліко штату Північна Кароліна. Населення — 246 осіб (2020).

## Географія
Вандемер розташований за координатами 35°11′24″ пн. ш. 76°39′39″ зх. д. / 35.19000° пн. ш. 76.66083° зх. д. (35.190089, -76.660953).  За даними Бюро перепису населення США в 2010 році місто мало площу 4,23 км², з яких 3,94 км² — суходіл та 0,28 км² — водойми.

## Демографія
Згідно з переписом 2010 року, у місті мешкали 254 особи в 108 домогосподарствах у складі 70 родин. Густота населення становила 60 осіб/км².  Було 148 помешкань (35/км²).
Расовий склад населення:
| - 46,9 % — білих - 45,7 % — чорних або афроамериканців - 0,8 % — вихідців з тихоокеанських островів - 0,4 % — корінних американців - 0,4 % — азіатів - 3,1 % — осіб інших рас |

До двох чи більше рас належало 2,8 %. Частка іспаномовних становила 4,7 % від усіх жителів.
За віковим діапазоном населення розподілялося таким чином: 21,7 % — особи молодші 18 років, 53,5 % — особи у віці 18—64 років, 24,8 % — особи у віці 65 років та старші. Медіана віку мешканця становила 48,3 року. На 100 осіб жіночої статі у місті припадало 78,9 чоловіків;  на 100 жінок у віці від 18 років та старших — 80,9 чоловіків також старших 18 років.
Середній дохід на одне домашнє господарство  становив 34 556 доларів США (медіана — 22 031), а середній дохід на одну сім'ю — 42 912 долари (медіана — 35 313). За межею бідності перебувало 7,0 % осіб, у тому числі 20,8 % дітей у віці до 18 років та 9,7 % осіб у віці 65 років та старших.
Цивільне працевлаштоване населення становило 129 осіб. Основні галузі зайнятості: освіта, охорона здоров'я та соціальна допомога — 41,1 %, оптова торгівля — 22,5 %, роздрібна торгівля — 21,7 %.